# Фонтанеле-С. Ђорђо-Таверна Бароне (Салерно)
Фонтанеле-С. Ђорђо-Таверна Бароне је насеље у Италији у округу Салерно, региону Кампанија.
Према процени из 2011. у насељу је живело 168 становника. Насеље се налази на надморској висини од 499 м.